# PCI DSS
Payment Card Industry Data Security Standard (PCI DSS) (с англ. «стандарт безопасности индустрии платёжных карт») — это стандарт безопасности данных платёжных карт, учреждённый международными платёжными системами Visa, MasterCard, American Express, JCB и Discover организовавшими Советом по стандартам безопасности индустрии платёжных карт (англ.Payment Card Industry Security Standards Council - PCI SSC) . Стандарты безопасности PCI разработаны для защиты платежных данных на протяжении всего жизненного цикла платежа и обеспечения технологических решений, обесценивающих эти данные и тем самым лишающих преступников стимула к их краже. Поэтому можно быть спокойным при переводах.

## О стандарте безопасности данных индустрии платежных карт
Соответствие требованиям PCI DSS подразумевает комплексный подход к обеспечению информационной безопасности данных платёжных карт. Необходимость соответствия PCI DSS устанавливается операторами платежных систем в рамках их собственных программ по безопасности.
Например:
- у MasterCard — Site Data Protection (SDP);
- у Visa в США — Cardholder Information Security (CISP);
- у Visa в Европе — Account Information Security (AIS).

Все организации, в которых ведется хранение, передача или обработка данных карт этих платежных систем, должны соблюдать требования PCI DSS,а также платежными системами устанавливаются правила подтверждения соответствия PCI DSS.
Национальные (локальные) платежные системы могут также в своих программах безопасности указывать требование о необходимости соответствия PCI DSS и устанавливать требования к схеме подтверждения соответствия. Например, в платежной системе «Мир» необходимость соответствия PCI DSS определена в Стандарте ПС «Мир» «Программа безопасности». Также в рамках этой программы определены уровни для организаций и требования к отчетности.
С сентября 2006 года стандарт введён международной платёжной системой Visa на территории региона CEMEA (центральная и восточная Европа, Ближний Восток и Африка) как обязательный, соответственно, его действие распространяется и на Россию. Поэтому поставщики услуг (процессинговые центры, платёжные шлюзы, интернет-провайдеры), работающие напрямую с VisaNet, должны пройти процедуру аудита на соответствие требованиям стандарта.
С 2012 года сертификация стала обязательной для всех организаций, работающих с банковскими картами.

## Подтверждение соответствия PCI DSS
Разные международные платежные системы предъявляют разные требования к процессу подтверждения соответствия требованиям PCI DSS.
Обычно, схемы подтверждения варьируются для организаций в зависимости от количества обрабатываемых транзакций по картам. Каждой организации присваивается определённый уровень с соответствующим набором требований, которые они должны выполнять. В рамках требований платежных систем предусматриваются ежегодные аудиторские проверки организаций на соответствие PCI DSS или проведение самооценки.
Существуют следующие методы подтверждения соответствия требованиям стандарта PCI DSS:
- внешний QSA-аудит (англ.), выполняемый PCI QSA-компанией на объекте проверяемой организации;
- самооценка, выполняемая организацией самостоятельно с заполнением листа самооценки (SAQ).

Метод проверки соответствия, или комбинация методов, выбирается в зависимости от уровня торгово-сервисного предприятия или поставщика услуг.

### Уровни торгово-сервисных предприятий
Торгово-сервисным предприятием (ТСП) является организация, принимающая платежные карты в оплату за продаваемые товары или услуги. Примерами торгово-сервисных предприятий являются магазины, рестораны, отели и интернет-магазины.
По классификации Visa:
Level 1:
- ТСП, обрабатывающие более чем 6 млн транзакций в год.

Требования к оценке соответствия:
- ежегодный аудит, выполняемый QSA-аудитором на объекте организации;
- ежеквартальное ASV-сканирование.

Level 2:
- ТСП, обрабатывающие от 1 до 6 млн транзакций в год.

Требования к оценке соответствия:
- ежегодная самооценка с заполнением опросного листа (SAQ);
- ежеквартальное ASV-сканирование.

Level 3:
- ТСП, обрабатывающие от 20 000 до 1 млн транзакций в год с применением средств электронной коммерции.

Требования к оценке соответствия:
- ежегодная самооценка с заполнением опросного листа (SAQ);
- ежеквартальное ASV-сканирование.

Level 4:
- ТСП, обрабатывающие до 20 000 транзакций в год с применением средств электронной коммерции, а также иные ТСП, обрабатывающие до 1 млн транзакций в год.

Требования к оценке соответствия:
- рекомендована ежегодная самооценка соответствия с заполнением опросного листа;
- рекомендовано ежеквартальное ASV-сканирование;
- требования определяются банком-эквайером.

По классификации MasterCard:
Level 1:
- ТСП, обрабатывающие более чем 6 млн транзакций в год.
- ТСП, через системы которых были скомпрометированы данные о держателях карт;
- ТСП, отнесенные международной платёжной системой Visa к 1 уровню;
- ТСП, напрямую отнесенные международной платёжной системой MasterCard к 1 уровню.

Требования к оценке соответствия:
- ежегодный аудит, выполняемый QSA-аудитором на объекте организации;
- ежеквартальное ASV-сканирование.

Level 2:
- ТСП, обрабатывающие от 1 до 6 млн транзакций в год;
- ТСП, отнесенные международной платёжной системой Visa ко 2 уровню.

Требования к оценке соответствия:
- ежегодный аудит, выполняемый QSA-аудитором на объекте организации;
- ежеквартальное ASV-сканирование.

Level 3:
- ТСП, обрабатывающие от 20 000 до 1 млн транзакций в год с применением средств электронной коммерции.
- ТСП, отнесенные международной платёжной системой Visa к 3 уровню.

Требования к оценке соответствия:
- ежегодная самооценка с заполнением опросного листа (SAQ);
- ежеквартальное ASV-сканирование.

Level 4:
- Все остальные ТСП.

Требования к оценке соответствия:
- рекомендована ежегодная самооценка соответствия с заполнением опросного листа;
- рекомендовано ежеквартальное ASV-сканирование;
- требования определяются банком-эквайером.

### Уровни поставщиков услуг
Поставщиками услуг являются организации, оказывающие различные услуги, в основном в сфере информационных технологий, торгово-сервисным предприятиям, банкам-эквайерам и эмитентам, и непосредственно международным платежным системам. При этом, организация — поставщик услуг — получает доступ к данным о держателях карт. Примерами поставщиков услуг является процессинговые центры, платежные шлюзы, дата-центры, поставщики услуг токенизации и шифрования «точка-точка» (P2PE).
По классификации Visa:
Level 1:
- Все процессинговые центры, подключенные к VisaNet;
- Поставщики услуг, обрабатывающие, хранящие или передающие данные о более чем 300 000 транзакций в год.

Требования к оценке соответствия:
- ежегодный аудит, выполняемый QSA-аудитором на объекте организации;
- ежеквартальное ASV-сканирование.

Level 2:
- Поставщики услуг, обрабатывающие, хранящие или передающие данные о менее чем 300 000 транзакций в год.

Требования к оценке соответствия:
- ежегодная самооценка с заполнением опросного листа (SAQ);
- ежеквартальное ASV-сканирование.

По классификации MasterCard:
Level 1:
- Все процессинговые центры.
- Поставщики услуг, обрабатывающие, хранящие или передающие данные о более чем 300 000 транзакций в год.
- Все процессинговые центры и поставщики услуг, через системы которых были скомпрометированы данные о держателях карт.

Требования к сертификации:
- ежегодный аудит, выполняемый QSA-аудитором на объекте организации;
- ежеквартальное ASV-сканирование.

Level 2:
- Поставщики услуг, обрабатывающие, хранящие или передающие данные о менее чем 300 000 транзакций в год.

Требования к оценке соответствия:
- ежегодная самооценка с заполнением опросного листа (SAQ);
- ежеквартальное ASV-сканирование.

## Аудиторские компании PCI QSA
Как видно из классификации, сертификация по высшим уровням должна проводиться аудиторской компанией, обладающей статусом Qualified Security Assessor (PCI QSA). Для остальных уровней привлечение QSA не является обязательным требованием. 

## Требования стандарта PCI DSS
PCI DSS определяет следующие шесть областей контроля и 12 основных требований по безопасности.

### Построение и сопровождение защищённой сети
- Требование 1: установка и обеспечение функционирования межсетевых экранов для защиты данных держателей карт.
- Требование 2: неиспользование выставленных по умолчанию производителями системных паролей и других параметров безопасности.

### Защита данных держателей карт
- Требование 3: обеспечение защиты данных держателей карт в ходе их хранения.
- Требование 4: обеспечение шифрования данных держателей карт при их передаче через общедоступные сети.

### Поддержка программы управления уязвимостями
- Требование 5: использование и регулярное обновление антивирусного программного обеспечения.
- Требование 6: разработка и поддержка безопасных систем и приложений.

### Реализация мер по строгому контролю доступа
- Требование 7: ограничение доступа к данным держателей карт в соответствии со служебной необходимостью.
- Требование 8: присвоение уникального идентификатора каждому лицу, имеющему доступ к информационной инфраструктуре.
- Требование 9: ограничение физического доступа к данным держателей карт.

### Регулярный мониторинг и тестирование сети
- Требование 10: контроль и отслеживание всех сеансов доступа к сетевым ресурсам и данным держателей карт.
- Требование 11: регулярное тестирование систем и процессов обеспечения безопасности.

### Поддержка политики информационной безопасности
- Требование 12: разработка, поддержка и исполнение политики информационной безопасности.

## Версии стандарта PCI DSS
Совет PCI SSC следует трехлетнему циклу обновления стандарта. Первый год — внедрение стандарта в индустрии, второй год — сбор обратной связи в виде комментариев и пожеланий от участников индустрии платежных карт, третий год — подготовка новой версии стандарта. Между этапами проводятся конференции PCI SSC Community Meeting, которые состоят из американской и европейской сессий. В ходе конференций организации-участники, международные платежные системы, консультанты и QSA-аудиторы, а также торгово-сервисные предприятия и поставщики услуг обсуждают будущее стандарта и сопутствующих документов.
История изменений стандарта:
- 1.0 — первоначальная версия стандарта.
- 1.1 — принята в сентябре 2006 года.
- 1.2 — принята в октябре 2008 года.
- 1.2.1, малая редакция — принята в июле 2009 года; содержит незначительные технические поправки.
- 2.0 — принята в октябре 2010 года.
- 3.0 — принята в ноябре 2013 года.
- 3.1 — принята в апреле 2015 года.
- 3.2 — принята в апреле 2016 года. Утратила силу 31 декабря 2018.
- 3.2.1 — принята в 2018.
- 4.0 — принята в марте 2022 года.[6]
- 4.0.1  — принята в июне 2024 года.[7]

## Другие стандарты PCI

### ASV
Approved Scanning Vendor  или ASV— одобренный поставщик сканирующих услуг, аккредитованный  для проведения внешнего автоматизированного сканирования уязвимостей. Данная процедура является обязательной в соответствии с пунктом 11.3.2 стандарта PCI DSS и предназначена для оценки защищённости интернет-подключений организации.
Цель ASV-сканирования — своевременное выявление уязвимостей в IT-инфраструктуре, которые могут быть использованы злоумышленниками для компрометации платёжных данных. Сканирование необходимо для всех организаций, обрабатывающих, передающих или хранящих данные платёжных карт, включая онлайн- и офлайн-ритейлеров.
Сканирование осуществляется в строгом соответствии с требованиями стандарта PCI DSS. Проведение процедуры допускается только организациям, обладающим официальным статусом PCI ASV, подтверждённым Советом PCI SSC.
ASV-сканирование предоставляется в формате услуги по подписке. Клиент регистрируется на платформе поставщика, выбирает тип услуги и указывает параметры — IP-адреса или доменные имена. Как правило, сканирование проводится ежеквартально.. По требованиям ПС "МИР", торгово-сервисные предприятия (англ. Merchant или ТСП), имеющие местонахождение на территории Российской Федерации, для проведения ежеквартальных ASV-сканирований должны привлекать поставщиков услуг ASV, имеющих местонахождение на территории Российской Федерации.
После завершения проверки заказчику предоставляется отчёт, необходимый для демонстрации соответствия требованиям PCI DSS. В случае выявления уязвимостей отчёт содержит детальную информацию о каждой проблеме и инструкции по её устранению.

### PA-DSS
Существует родственный PCI DSS стандарт безопасности платежных приложений — Payment Card Industry Payment Application — Data Security Standard (PCI PA-DSS). Производители программного обеспечения, участвующего в обработке платежных транзакций, должны сертифицировать приложения по стандарту PA-DSS. По требованиям международных платежных систем Visa и MasterCard все торгово-сервисные предприятия  и поставщики услуг начиная с 1 июля 2012 года должны использовать только сертифицированные по стандарту PA-DSS платёжные приложения. Контроль выполнения этого требования возложен на банки-эквайеры.

### PCI SSF  (замена PA-DSS)
Стандарт безопасности платежных приложений Payment Application Data Security Standard (PA-DSS) утратил силу в октябре 2022 года, сертификация нового платёжного ПО на соответствие стандарту PA-DSS завершилась в июне 2021 года. В качестве замены PA-DSS Советом по безопасности индустрии платежных карт PCI SSC были приняты стандарты семейства PCI Software Security Framework (PCI SSF):
- PCI Secure Software Requirements and Assessment Procedures[14] (PCI Secure Software Standard);
- PCI Secure Software Lifecycle Requirements and Assessment Procedures[15] (PCI Secure SLC Standard).

PCI Secure Software Standard определяет набор требований безопасности и связанных с ними процедур тестирования, выполнение которых гарантирует, что платёжное программное обеспечение (далее – ПО) адекватно защищает целостность и конфиденциальность платежных транзакций и данных.
Требования PCI Secure Software Standard необходимо выполнять в отношении платёжного ПО при его продаже, распространении и/или лицензировании такого ПО третьими лицами, если такое ПО:
- участвует или непосредственно обеспечивает и/или сопровождает платёжные транзакции, которые хранят, обрабатывают или передают данные счета в открытом виде;
- продается более, чем одной организации;
- предназначено для использования на устройствах PTS POI, одобренных PCI SSC.

PCI Secure SLC Standard определяет безопасные методы управления жизненным циклом платёжного ПО, позволяющие гарантировать вендору такого ПО, что оно спроектировано и разработано для защиты платежных транзакций и данных, минимизации уязвимостей и защиты от атак. Сертификация по требованиям PCI Secure SLC Standard позволяет вендору платёжного ПО:
- получить статус Secure SLC-Qualified Vendor публикацию на официальном сайте PCI SSC;
- проводить частичные или дельта-оценки платёжного ПО самостоятельно, т.е. без привлечения внешнего аудитора;
- освободиться от уплаты сборов за административные и изменения низкого уровня влияния

### PCI PIN Security
PCI PIN Security — стандарт безопасности, разработанный Советом по стандартам безопасности индустрии платёжных карт (PCI SSC). Стандарт определяет требования к оборудованию, помещениям и процессам, обеспечивающим защиту PIN-кодов при проведении платёжных операций, включая авторизацию транзакций.
Стандарт PCI PIN Security включает требования, сгруппированные в три основные категории:
1. Общие требования к операциям обработки транзакций (Transaction Processing Operations):   Охватывают аспекты физической и логической безопасности, связанные с обработкой PIN-кодов во время выполнения транзакций.
2. Требования к удалённой загрузке ключей с использованием асимметричного шифрования (Key Distribution using Asymmetric Techniques):   Описывают принципы защиты ключей при их передаче, включая использование удостоверяющих центров (CA).
3. Требования к центрам загрузки ключей (Key Injection Facility, KIF):   Регламентируют безопасность площадок, где производится физическая загрузка ключей в оборудование, такое как POS-терминалы и банкоматы.

Соблюдение требований PCI PIN Security является обязательным для организаций, участвующих в обработке PIN-кодов. Это подтверждено как международными платёжными системами (например, Visa, Mastercard, UnionPay), так и российской национальной платёжной системой МИР (в рамках документа «Стандарт ПС «МИР». Программа безопасности»).
К организациям, обязующимся соблюдать стандарт PCI PIN Security, относятся:
- Предоставляющие услуги эквайринга и/или процессинга (в том числе эмиссию карт);
- Участвующие в управлении криптографическими ключами, включая удалённую и локальную загрузку;
- Внешние удостоверяющие центры (CA), обеспечивающие безопасность при удалённой загрузке ключей;
- Центры физической загрузки ключей в платёжное оборудование (KIF);
- Разработчики и вендоры SoftPOS-решений и других технологий, обрабатывающих PIN-коды.

### PCI 3DS
Требования стандарта PCI 3DS Core Security Standard направлены на обеспечение логической и физической безопасности для компонентов ядра EMV Secure 3-D: ACS, DS и 3DS Server. Подтверждение соответствия требованиям стандарта PCI 3DS необходимо организациям, которые оказывают услуги по предоставлению сервисов ACS, 3DS server или Directory Server.
Оценке соответствия требованиям стандарта PCI 3DS подлежит среда, в которой обеспечивается прием платежей 3-D Secure, а именно информационные системы, выполняющие функции серверов 3DS Access Control Server (ACS), 3DS Directory Server (DS) и 3DS Server (3DSS), а также подключенные к данным серверам системные компоненты.